# Dick Fulmine
Dick Fulmine naslovni je lik serijala akcijskih stripova. Stvorili su ga 1938. sportski novinar Vincenzo Baggioli (pisac) i Carlo Cossio (crtač).

## Pozadina
Lik, Italo-Amerikanac, tajni je agent čikaške policije, koji se često upušta u fisticufe. Lik Fulminea je nadahnuo boksač Primo Carnera. Fulmineova vilica bila je referenca na popularnu i propagandnu fizionomsku ikonografiju Benita Mussolinija.
Dick Fulmine postigao je veliku popularnost u fašističko doba, a zbog svog uspjeha strip je bio metom nekoliko intervencija MinCulPopa (fašističko Ministarstvo narodne kulture) kako bi svoje priče učinio više nacionalističkim i moralnim. 1942. godine MinCulPop je čak natjerao autore da promijene crte lica naslovnog lika kako bi ga učinili ljepšim, događaj koji je u stripu bio objašnjen pričom da je lik bio podvrgnut plastičnoj kirurgiji.
Izbijanjem Drugog svjetskog rata, Dick Fulmine prošao je još značajniju evoluciju kako bi odgovorio na promjenjive političke zahtjeve, pretvarajući se od detektiva u ratobornog talijanskog vojnika.
Nakon rata, popularnost lika počinje slabiti, a serija je prekinuta u drugoj polovici četrdesetih. Godine 1955., strip je ukinut.